# Jonni Myyrä
Joonas "Jonni" Myyrä (Savitaipale, 13 de julho de 1892 – São Francisco, 22 de janeiro de 1955) foi um atleta finlandês, especialista no lançamento de dardo.
Foi bicampeão olímpico nos Jogos de Antuérpia 1920 e de Paris 1924.